# Canthigaster tyleri
Canthigaster tyleri es una especie de peces de la familia Tetraodontidae en el orden de los Tetraodontiformes.

## Morfología
Los machos pueden llegar alcanzar los 9 cm de longitud total.

## Alimentació
Come algas,  esponjas de mar y invertebrados

## Hábitat
Es un pez de mar de clima tropical y asociado a los  arrecifes de coral que vive entre 1-40 m de profundidad.

## Distribución geográfica
Se encuentra en el Índico: Mauricio, Comoras, Maldivas y Seychelles.

## Observaciones
Es inofensivo para los humanos.